# Élections sénatoriales de 2014 dans la Côte-d'Or
Les élections sénatoriales de 2014 dans la Côte-d'Or ont lieu le dimanche 28 septembre 2014. Elles ont pour but d'élire les trois sénateurs représentant le département au Sénat pour un mandat de six ans.

## Contexte départemental
Lors des Élections sénatoriales de 2008 dans la Côte-d'Or, trois sénateurs ont été élus au scrutin majoritaire : deux socialistes (François Patriat et François Rebsamen) et un divers droite Alain Houpert.
François Rebsamen, entré au gouvernement est remplacé au Sénat par sa suppléante Isabelle Lajoux à compter du 3 mai 2014. 
Depuis, le collège électoral, constitué des grands électeurs que sont les sénateurs sortants, les députés, les conseillers régionaux, les conseillers généraux et les délégués des conseils municipaux, a été renouvelé en quasi-totalité par les élections législatives de 2012 qui ont permis au PS de gagner une seconde circonscriptions sur les cinq du département, les élections régionales de 2010 qui ont conforté la majorité de gauche au conseil régional de Bourgogne, les élections cantonales de 2011 qui ont vu la droite et le centre consolider leur majorité au sein de l'assemblée départementale, et surtout les élections municipales de 2014 qui n'ont pas vu de grands bouleversements dans le département, le statu quo prévalant dans les dix principales communes du département. 
L'évolution la plus significative pour ce qui concerne la Côte-d'Or tient au changement de mode de scrutin, les départements élisant trois sénateurs étant dorénavant concernés par le scrutin à la proportionnelle avec listes paritaires, ce qui devrait, mécaniquement, se traduire par un partage des sièges entre majorité et opposition.

## Rappel des résultats de 2008
| Candidat et parti politique | Candidat et parti politique | Candidat et parti politique | Premier tour | Premier tour | Second tour | Second tour |
| Candidat et parti politique | Candidat et parti politique | Candidat et parti politique | Voix         | %            | Voix        | %           |
| --------------------------- | --------------------------- | --------------------------- | ------------ | ------------ | ----------- | ----------- |
|                             | François Patriat            | PS                          | 740          | 48,27        | 844         | 55,09       |
|                             | Alain Houpert               | DVD                         | 611          | 39,85        | 768         | 50,13       |
|                             | Patrick Molinoz             | PRG                         | 596          | 38,88        | 727         | 47,45       |
|                             | Louis de Broissia *         | UMP                         | 594          | 38,75        | 720         | 46,99       |
|                             | François Rebsamen           | PS                          | 582          | 37,96        | 740         | 48,30       |
|                             | Gilbert Menut               | UMP                         | 471          | 30,72        | 679         | 44,32       |
|                             | Emmanuel Bichot             | UMP                         | 357          | 23,29        | Retrait     | Retrait     |
|                             | Pierre Gobbo                | DVG                         | 129          | 8,41         | Retrait     | Retrait     |
|                             | Philippe Hervieu            | Verts                       | 51           | 3,33         | Retrait     | Retrait     |
|                             | Nelly Goby                  | PCF                         | 46           | 3,00         | Retrait     | Retrait     |
|                             | Claude Pinon                | PCF                         | 45           | 2,94         | Retrait     | Retrait     |
|                             | Rebecca Ségovia             | Verts                       | 43           | 2,80         | Retrait     | Retrait     |
|                             | Bernard Obriot              | Verts                       | 41           | 2,67         | Retrait     | Retrait     |
|                             | Jean-Paul Rommel            | PCF                         | 39           | 2,54         | Retrait     | Retrait     |
|                             | Rémy Boursot                | FN                          | 17           | 1,11         | Retrait     | Retrait     |
|                             | Guislaine Carraz            | DVG                         | 7            | 0,46         | Retrait     | Retrait     |
|                             | Hadjiratou Lauber           | DVG                         | 7            | 0,46         | Retrait     | Retrait     |
|                             | Annie Munier-Petit          | DVG                         | 5            | 0,33         | Retrait     | Retrait     |
|                             |                             |                             |              |              |             |             |
| Inscrits                    | Inscrits                    | Inscrits                    | 1 555        | 100,00       | 1 555       | 100,00      |
| Abstentions                 | Abstentions                 | Abstentions                 | 7            | 0,45         | 7           | 0,45        |
| Votants                     | Votants                     | Votants                     | 1 548        | 99,55        | 1 548       | 99,55       |
| Blancs et nuls              | Blancs et nuls              | Blancs et nuls              | 15           | 0,96         | 16          | 1,03        |
| Exprimés                    | Exprimés                    | Exprimés                    | 1 533        | 98,59        | 1 532       | 98,52       |

## Sénateurs sortants
| Sénateur | Sénateur         | Parti | Autre fonction                       |
| -------- | ---------------- | ----- | ------------------------------------ |
|          | François Patriat | PS    | Président du conseil régional        |
|          | Isabelle Lajoux  | PS    | Maire de Savolles                    |
|          | Alain Houpert    | UMP   | Conseiller général, maire de Salives |

## Collège électoral
En application des règles applicables pour les élections sénatoriales françaises, le collège électoral appelé à élire les sénateurs de la Côte-d'Or en 2014 se compose de la manière suivante :
| Délégués des communes                                                                         |                        |                       |                       |          |                     |
|                                                                                               | Conseillers municipaux | Délégués / commune    | Communes concernées   | Délégués | % collège électoral |
| Délégués des communes de moins de 9 000 habitants                                             |                        |                       |                       |          |                     |
| - communes de < 100 habitants                                                                 | 7                      | 1                     | 168                   | 168      | 10,23%              |
| - communes de < 500 habitants                                                                 | 11                     | 1                     | 390                   | 390      | 23,74%              |
| - communes de < 1500 habitants                                                                | 15                     | 3                     | 106                   | 318      | 19,35%              |
| - communes de < 2 500 habitants                                                               | 19                     | 5                     | 20                    | 100      | 6,09%               |
| - communes de < 3 500 habitants                                                               | 23                     | 7                     | 4                     | 28       | 1,70%               |
| - communes de < 5 000 habitants                                                               | 27                     | 15                    | 2                     | 30       | 1,83%               |
| - communes de < 9 000 habitants                                                               | 29                     | 15                    | 7                     | 105      | 6,39%               |
| Délégués des communes de 9 000 à 29 999 habitants                                             |                        |                       |                       |          |                     |
| - communes de < 10 000 habitants                                                              | 29                     | 29                    | 3                     | 87       | 5,30%               |
| - communes de < 20 000 habitants                                                              | 33                     | 33                    | 3                     | 99       | 6,03%               |
| - communes de < 30 000 habitants                                                              | 35                     | 35                    | 1                     | 35       | 2,13%               |
| Délégués des communes de 30 000 habitants et plus                                             |                        |                       |                       |          |                     |
| - Dijon (151 672 hab.)                                                                        | 59                     | 211                   | 1                     | 211      | 12,84%              |
| Délégués des communes bénéficiant des dispositions particulières pour les communes fusionnées |                        |                       |                       |          |                     |
| - Montigny-Mornay-Villeneuve-sur-Vingeanne                                                    | 11                     | 3                     | 1                     | 3        | 0,18%               |
| Délégués des communes                                                                         | Délégués des communes  | Délégués des communes | Délégués des communes | 1 574    | 95,80%              |
| Conseillers généraux                                                                          | Conseillers généraux   | Conseillers généraux  | Conseillers généraux  | 43       | 2,62%               |
| Conseillers régionaux                                                                         | Conseillers régionaux  | Conseillers régionaux | Conseillers régionaux | 18       | 1,10%               |
| Députés                                                                                       | Députés                | Députés               | Députés               | 5        | 0,30%               |
| Sénateurs                                                                                     | Sénateurs              | Sénateurs             | Sénateurs             | 3        | 0,18%               |
| Total                                                                                         | Total                  | Total                 | Total                 | 1 643    | 100,00%             |

1. ↑  Dans les communes de moins de 9 000 le conseil municipal élit en son sein des délégués dont le nombre dépend de la taille de la commune.
2. ↑  Dans les communes de 9 000 à 29 999 habitants, tous les conseillers municipaux sont délégués. Il n'y a pas de délégués supplémentaires
3. ↑  Dans les communes de plus de 30 000 habitants, tous les conseillers municipaux sont délégués et, en complément, le conseil municipal désigne des délégués supplémentaires à raison de 1 par tranche de 800 habitants au-delà de 30 000 habitants
4. ↑  « Dans le cas où le conseil municipal est constitué par application des articles L. 2113-6 et L. 2113-7 du code général des collectivités territoriales relatif aux fusions de communes dans leur rédaction antérieure à la loi n° 2010-1563 du 16 décembre 2010 de réforme des collectivités territoriales, le nombre de délégués est égal à celui auquel les anciennes communes auraient eu droit avant la fusion. » (Code électoral, article L284)

## Présentation des candidats
Les nouveaux représentants sont élus pour une législature de 6 ans au suffrage universel indirect par les grands électeurs du département. Dans la Côte-d'Or, les trois sénateurs sont élus au scrutin proportionnel plurinominal. Chaque liste de candidats est obligatoirement paritaire et alterne entre les hommes et les femmes. 8 listes ont été déposées dans le département, comportant chacune 5 noms. Elles sont présentées ici dans l'ordre de leur dépôt à la préfecture et comportent l'intitulé figurant aux dossiers de candidature.

### Debout la République
| N° | Candidats | Candidats               | Parti | Principales fonctions            |
| -- | --------- | ----------------------- | ----- | -------------------------------- |
| 01 |           | Isabelle Maire du Poset | DLR   | Conseillère municipale de Talant |
| 02 |           | Philippe Colas          | DLR   |                                  |
| 03 |           | Magalie Michaud         | DLR   |                                  |
| 04 |           | Michel Bouzy            | DLR   |                                  |
| 05 |           | Fatima Arji             | DLR   |                                  |

### Parti socialiste - Parti radical de gauche
| N° | Candidats | Candidats        | Parti | Principales fonctions                           |
| -- | --------- | ---------------- | ----- | ----------------------------------------------- |
| 01 |           | François Patriat | PS    | Sénateur sortant, président du conseil régional |
| 02 |           | Isabelle Lajoux  | PS    | Sénatrice sortante, maire de Savolles           |
| 03 |           | Patrick Molinoz  | PRG   | Conseiller général, maire de Venarey-les-Laumes |
| 04 |           | Claude Darciaux  | PS    | Conseillère municipale de Longvic               |
| 05 |           | Francis Castella | PS    | Maire de Sainte-Colombe-sur-Seine               |

### Union de la droite et du centre
| N° | Candidats | Candidats              | Parti | Principales fonctions                           |
| -- | --------- | ---------------------- | ----- | ----------------------------------------------- |
| 01 |           | Alain Houpert          | UMP   | Sénateur sortant, conseiller municipal de Dijon |
| 02 |           | Anne-Catherine Loisier | UDI   | Conseillère générale, maire de Saulieu          |
| 03 |           | Alain Cartron          | DVD   | Maire de Nuits-Saint-Georges                    |
| 04 |           | Edwige Guegan          | DVD   | Conseillère municipale d'Etrochey               |
| 05 |           | Nicolas Urbano         | UMP   | Conseiller général, maire de Fontaine-Française |

### Front national
| N° | Candidats | Candidats             | Parti | Principales fonctions                      |
| -- | --------- | --------------------- | ----- | ------------------------------------------ |
| 01 |           | Édouard Cavin         | FN    | Conseiller municipal de Dijon              |
| 02 |           | Frédérika Desaubliaux | FN    | Conseillère municipale de Dijon            |
| 03 |           | François Thieriot     | FN    | Conseiller municipal de Fontaine-lès-Dijon |
| 04 |           | Sylvie Beaulieu       | FN    |                                            |
| 05 |           | Bernard Bonoron       | FN    | Conseiller municipal de Dijon              |

### Front de gauche
| N° | Candidats | Candidats      | Parti | Principales fonctions |
| -- | --------- | -------------- | ----- | --------------------- |
| 01 |           | Jacques Loury  | PCF   |                       |
| 02 |           | Joëlle Boileau | PCF   |                       |
| 03 |           | Jacques Thomas | PCF   |                       |
| 04 |           | Lydie Champion | PCF   |                       |
| 05 |           | Éric Collin    | PCF   | Maire de Charigny     |

### Europe Écologie Les Verts
| N° | Candidats | Candidats             | Parti | Principales fonctions              |
| -- | --------- | --------------------- | ----- | ---------------------------------- |
| 01 |           | Philippe Hervieu      | EELV  | Vice-président du conseil régional |
| 02 |           | Carole Bernhard       | EELV  |                                    |
| 03 |           | Jean-François Buigues | EELV  | Conseiller municipal de Chenôve    |
| 04 |           | Christine Durnerin    | EELV  |                                    |
| 05 |           | Patrick Varney        | EELV  |                                    |

### Union pour un mouvement populaire (dissidente)
| N° | Candidats | Candidats      | Parti | Principales fonctions               |
| -- | --------- | -------------- | ----- | ----------------------------------- |
| 01 |           | Gilbert Menut  | UMP   | Conseiller général, maire de Talant |
| 02 |           | Laurence Porte | UDI   | Maire de Montbard                   |
| 03 |           | Denis Thomas   | UMP   | Conseiller général                  |
| 04 |           | Nicole Denizot | DVD   | Conseillère municipale d'Arceau     |
| 05 |           | Marc Frot      | UDI   | Conseiller général                  |

### Divers gauche
| N° | Candidats | Candidats          | Parti | Principales fonctions     |
| -- | --------- | ------------------ | ----- | ------------------------- |
| 01 |           | Joël Mekhantar     | DVG   | Adjoint au maire de Dijon |
| 02 |           | Évelyne Gelin      | DVG   |                           |
| 03 |           | Stéphane Guinot    | DVG   | Maire de Boussenois       |
| 04 |           | Françoise Voisenet | DVG   |                           |
| 05 |           | Gilles Ciron       | DVG   |                           |

## Résultats
| Tête de liste | Tête de liste           | Liste       | Voix  | %      | Sièges |  |
| ------------- | ----------------------- | ----------- | ----- | ------ | ------ |  |
|               | Alain Houpert           | UMP-UDI     | 665   | 41,23  | 2      |  |
|               | François Patriat        | PS          | 550   | 34,10  | 1      |  |
|               | Gilbert Menut           | UMP-UDI     | 234   | 14,51  |        |  |
|               | Philippe Hervieu        | EELV        | 46    | 2,85   |        |  |
|               | Édouard Cavin           | FN          | 45    | 2,79   |        |  |
|               | Joël Mekhantar          | DVG         | 36    | 2,23   |        |  |
|               | Jacques Loury           | PCF         | 28    | 1,74   |        |  |
|               | Isabelle Maire du Poset | DLR         | 9     | 0,56   |        |  |
|               |                         |             |       |        |        |  |
| Inscrits      | Inscrits                | Inscrits    | 1 643 | 100,00 |        |  |
| Abstentions   | Abstentions             | Abstentions | 8     | 0,49   |        |  |
| Votants       | Votants                 | Votants     | 1 635 | 99,51  |        |  |
| Blancs        | Blancs                  | Blancs      | 13    | 0,80   |        |  |
| Nuls          | Nuls                    | Nuls        | 9     | 0,55   |        |  |
| Exprimés      | Exprimés                | Exprimés    | 1 613 | 98,65  |        |  |